# CB Ciudad de Logroño
CB Ciudad de Logroño (Club Balonmano Ciudad de Logroño) är en spansk handbollsklubb från Logroño i den autonoma regionen La Rioja, bildad 2003. Sedan säsongen 2007/2008 spelar laget under namnet Naturhouse La Rioja, på grund av ett sponsoravtal. Laget spelar i Liga Asobal.

## Spelare i urval
- Ion Belaustegui (2007–2009)
- Alex Dujshebaev (2010–2012)
- Rubén Garabaya (2010–2018)
- Gedeón Guardiola (2008–2009)
- Isaías Guardiola (2005–2010)
- Richard Kappelin (2015–2017)
- Diego Pérez Marne (2006–2008)
- Miguel Sánchez-Migallón (2013–2021)
- Philip Stenmalm (2014–2016)
- Håvard Tvedten (2006–2008)